# Impressão Régia (Rio de Janeiro)

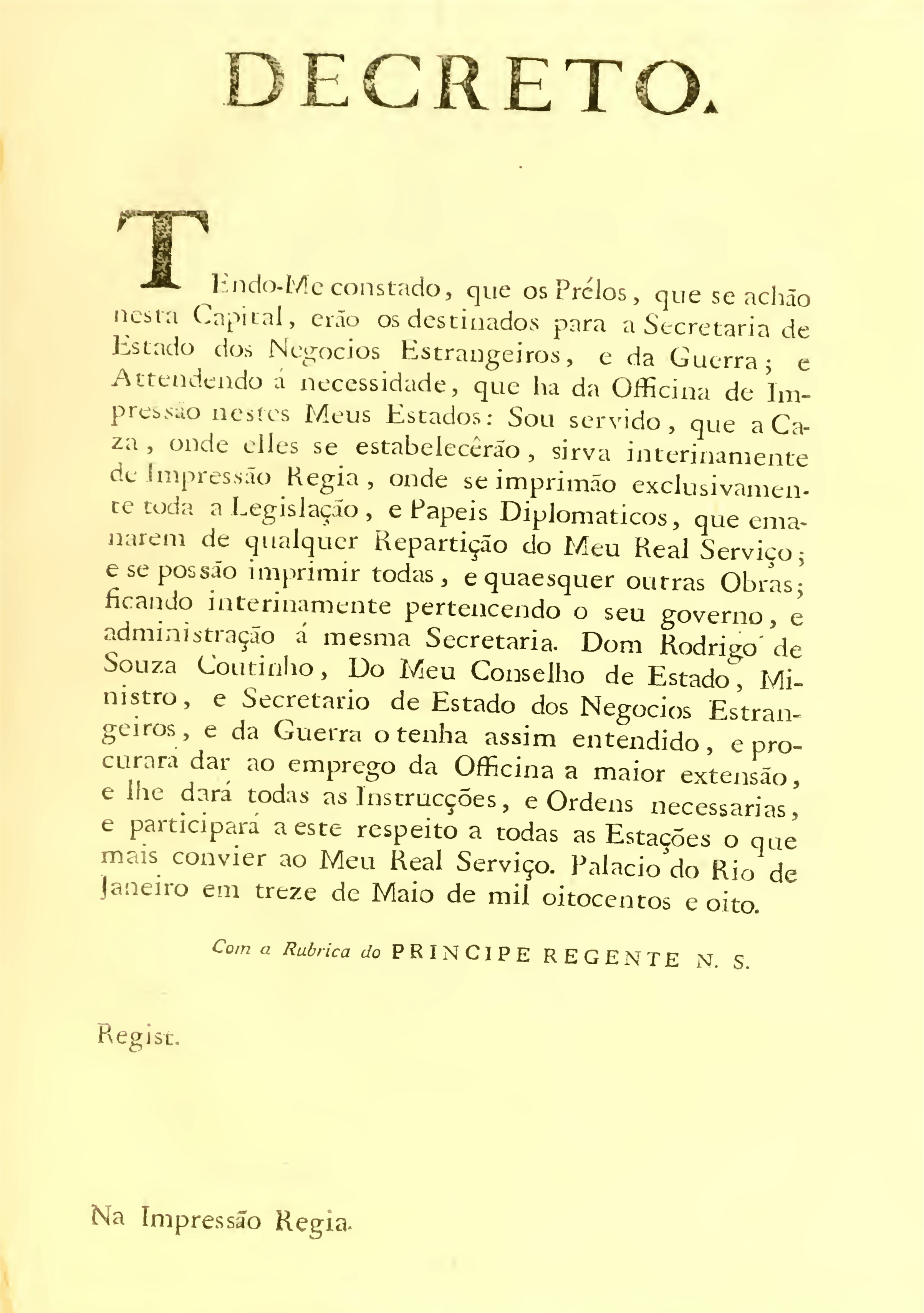
Decreto real de D. João VI criando o serviço de impressão (Fonte: Código Brasiliense, vol. I, pág. 77, impresso pela Impressão Régia em 1817.)

Impressão Régia foi a primeira editora instalada no Brasil, então parte do Império Português.

## História
Foi criada na cidade do Rio de Janeiro, em consequência da transferência da família real portuguesa para o Brasil, por decreto datado de 13 de maio de 1808, constituindo-se como filial da Impressão Régia existente em Lisboa desde 1768. A sua primeira publicação foi a Gazeta do Rio de Janeiro, órgão oficial da corte, publicando também o jornal O Patriota, publicado entre 1813 e 1814. Após a independência, deu origem à Tipografia Nacional e, posteriormente, à Imprensa Nacional brasileira.